# Yağmurlubüyükoba, Kırşehir
Yağmurlubüyükoba là một xã thuộc thành phố Kırşehir, tỉnh Kırşehir, Thổ Nhĩ Kỳ. Dân số thời điểm năm 2010 là 94 người.